# Пик Исмоила Сомони
Пик Исмои́ла Сомони́ (тадж. Қуллаи Исмоили Сомонӣ, прежние названия — пик Сталина, пик Коммунизма) (7495 м) — высочайшая вершина Таджикистана, самая высокая точка Советского Союза. Находится на Памире в хребте Академии Наук, в месте соединения последнего с хребтом Петра I. В списке высочайших вершин мира находится на 50-м месте.

## История
История открытия горы длительна, необычна и связана с изучением Памира русскими и немецкими исследователями.
Начиная с 1876 года, когда в этот район была введена Алайская военная экспедиция под командованием генерала М. Д. Скобелева, зона российских интересов, подкреплённая международными договорами, с этого времени распространилась практически на весь Памир.
С этого времени началось интенсивное исследование этого района российскими исследователями: А. П. Федченко, И. В. Мушкетовым, В. Ф. Ошаниным, А. Э. Регелем, Г. Е. Грум-Гржимайло, Я. И. Беляевым и другими.
Уже к концу 1880-х годов российская экспедиция, руководимая В. Ф. Ошаниным, провела исследования и дала имена хребтам Петра Великого, Каратегинскому, Дарвазскому. Особое внимание участников экспедиции привлекли четыре пика в центре пересечения этих хребтов. Ошанин отметил в своём дневнике: «…Я считаю, что восточный пик имеет высоту до 25 000 футов…»
Позднее районы, прилегающие к этой горе, неоднократно посещали российские экспедиции Н. И. Косиненко, Н. Л. Корженевского, В. И. Липского, В. Ф. Новицкого, И. В. Мушкетова и других. Они нанесли на карту многие хребты и вершины Центрального Памира. Однако все эти экспедиции не смогли проникнуть в центральную часть, примыкающую к хребту Академии Наук. Таким образом, район горы высотой 7495 м, называемой в настоящее время пиком Сомони, долгое время оставался белым пятном.
В 1913 году центральную часть Памира исследовала экспедиция, руководимая известным немецким исследователем гор и альпинистом Вилли Рикмер-Рикмерсом. Экспедиция проникла в верховья реки Обихингоу, и её участники увидели там высокую вершину, определив её высоту в 6650 м. Ей было дано название пик Гармо, согласно тому, как называли эту гору местные жители, таджики из кишлака Пашимгар. Значительно позднее (в 1928 году) в сборнике горного клуба были опубликованы фотографии участника этой экспедиции В. Даймлера, который погиб во время Первой мировой войны, запечатлевшие главную вершину района, высота которой была определена предположительно в 7500 метров.
Последней экспедицией в район Центрального Памира перед Октябрьской революцией 1917 года была экспедиция Русского географического общества во главе с астрономом Я. И. Беляевым в 1916 году. Её участникам удалось пройти по леднику Гармо и впервые выйти к склонам хребта Академии Наук.
Последующие экспедиции в район хребта Академии Наук состоялись уже в советское время. С 1928 года начала действовать многолетняя Таджикско-Памирская экспедиция Академии наук СССР, начавшаяся советско-германской экспедицией с участием Вилли Рикмерса. В результате топографической съёмки удалось значительно расширить представление об этом районе. При обработке результатов фототеодолитной съёмки, проводившейся во время экспедиции 1928 года, было установлено, что одна из видимых на западе от ледника Федченко вершин достигает высоты 7495 м. Сверив результаты съёмки со схематической картой, составленной Н. Л. Корженевским ещё в 1925 году, и с другими данными, участники экспедиции Академии наук решили, что эта вершина и есть пик Гармо, который был нанесён на карту ещё немецкой экспедицией 1913 года. Однако вызывало много вопросов несоответствие высот этих вершин: 6650 м и 7495 м. Это несоответствие и отсутствие точных картографических съёмок получило название «загадки узла Гармо».
Решить эту загадку удалось лишь в ходе экспедиций 1931 и 1932 годов, когда два отряда альпинистов и топографов (под руководством Н. П. Горбунова и Н. В. Крыленко) проникли в район «узла Гармо» с востока и с запада. Сопоставление результатов работы западной и восточной групп показало, что они штурмовали разные вершины. Пик 7495 м находился в хребте Академии Наук, примерно в двадцати километрах севернее «настоящего» пика Гармо. Так была окончательно открыта и нанесена на карты безымянная вершина высотой 7495 м — высшая точка СССР. Ей было присвоено её первое имя — пик Сталина (в честь приближающегося празднования сталинского 55-летия).
На следующий год, во время Таджикско-Памирской экспедиции 1933 года, была поставлена задача совершить восхождение на пик Сталина. Эта задача была поставлена перед специальным отрядом, состоящим почти целиком из лучших советских альпинистов. В ходе длительного и очень трудного восхождения 3 сентября вершины достиг лишь Е. М. Абалаков. На вершине была установлена автоматическая метеорадиостанция. Так было завершено открытие пика Сталина — высочайшей вершины СССР.

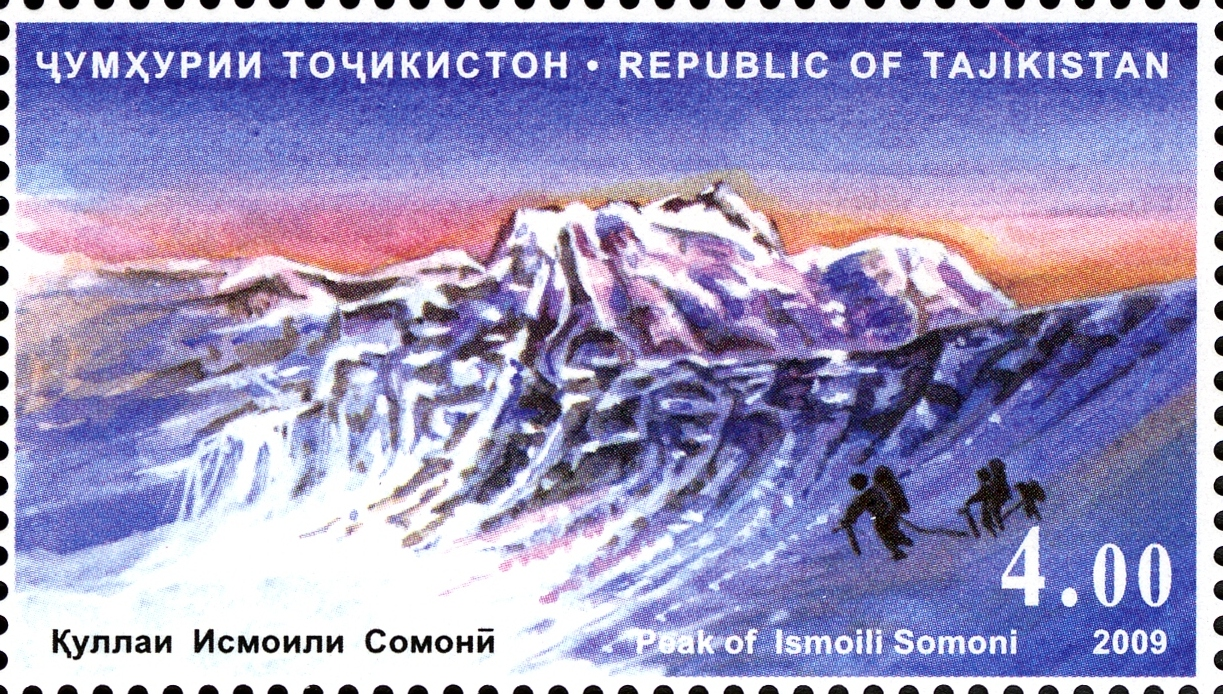
Пик Исмоила Сомони. Марка Таджикистана 2009.

Вершина носила имя Сталина до 1962 года, когда в связи с политикой десталинизации гора была переименована в пик Коммунизма. Именно в этот более чем тридцатипятилетний период, когда гора называлась пик Коммунизма, к ней был прикован интерес альпинистов СССР и других стран мира и было проведено большое количество научных экспедиций и альпинистских мероприятий.
После распада СССР власти независимого Таджикистана в 1998 году переименовали гору в честь основателя первого государства таджиков Исмоила Самани. По некоторым данным, местные жители называют величественную гору Узтерги, что в буквальном переводе означает «кружит голову».

## География
Гора расположена в хребте Академии Наук, который протянулся в меридиональном направлении, в месте ответвления от него на запад хребта Петра I.
На склонах горы имеются мощные фирновые поля и ледники общей площадью 136 км².
К западу и северо-западу от вершины расположено Памирское фирновое плато, одно из самых протяжённых высокогорных плато в мире. Плато протянулось с востока на запад на 12 км. Ширина плато составляет 3 км. Нижняя точка плато расположена на высоте 4700 м, верхняя — на высоте 6300 м.
К северу и северо-западу от вершины расположены крупные ледники Фортамбек, Москвина и Вальтера. На северо-восток и восток стекают ледники Орджоникидзе и Коммунизма, являющиеся истоками ледника Бивачный.
К югу от вершины расположен ледник Беляева, являющийся истоком ледника Гармо. На юг и юго-запад вершина обрывается крутыми стенами.

## Хронология восхождений
Первое восхождение было совершено 3 сентября 1933 года советским альпинистом — участником Таджикско-Памирской экспедиции Академии наук СССР Евгением Абалаковым. За время подъёма на вершину погибли двое участников экспедиции. Восхождение проводилось по восточной стороне.
В 1969 году пик был впервые покорён женщиной — мастером спорта Людмилой Аграновской.
На 1972 год было совершено 580 восхождений на вершину.
В феврале 1986 года на пик было совершено первое зимнее восхождение. 24 альпиниста (17 из сборной СССР и 7 из сборной Узбекистана) взошли на вершину в условиях сильного мороза.

### Юго-западная стена
Наиболее сложные маршруты на вершину проходят по юго-западной стене, с ледника Беляева.
В 1968 году команда альпинистов под руководством Эдуарда Мысловского впервые прошла маршрут по юго-западной стене пика.
В 1973 году трагически закончилась экспедиция под руководством Анатолия Кустовского, спортсмены попытались пройти по юго-западной стене. Тело альпиниста по настоящее время находится на стене пика.
В дальнейшем стена была пройдена командой ростовских альпинистов под руководством Анатолия Непомнящего (1977), которые затратили на прохождение стены 24 дня. В 1980 году группа казахских альпинистов из команды САВО под руководством Казбека Валиева прошла новый маршрут по юго-западной стене. На следующий год, в 1981 году, команда ленинградских альпинистов под руководством Виктора Солонникова прошла по этой стене новым маршрутом. Все три восхождения были отмечены золотыми медалями на Чемпионатах СССР по альпинизму соответствующего года в высотном классе.